# New Crown
New Crown è il terzo album in studio del gruppo hard rock australiano Wolfmother. È stato auto-pubblicato dal gruppo, rendendolo disponibile per il download digitale il 23 marzo sul sito Bandcamp.

## Antefatti e registrazione
Dopo la pubblicazione di Keep Moving, che è stato attribuito come album solista a Andrew Stockdale, nonostante abbiano partecipato anche gli altri membri dei Wolfmother, è stato annunciato nel luglio 2013 che il gruppo si sarebbe riunito. Dopo alcuni cambi di formazione, incluso l'abbandono di Elliott Hammond che aveva partecipato alle registrazioni di Keep Moving, il gruppo cominciò a registrare il nuovo album a Los Angeles, al Mates Rehearsal Studio, allo studio The Shed a Byron Bay, di proprietà di Stockdale.

## Promozione e pubblicazione
La prima notizia ufficiale sull'album venne data il 6 dicembre 2013, quando un teaser trailer di due minuti venne pubblicato sul canale YouTube del gruppo. Allo stesso modo di Keep Moving, venne pubblicato una prima versione dell'album, non ancora missato, su SoundCloud il 13 dicembre 2013. La versione definitiva dell'album venne pubblicata, senza alcun annuncio, il 23 marzo 2014 su Bandcamp.

### Date di pubblicazione
| Data          | Formato           | Piattaforma |
| ------------- | ----------------- | ----------- |
| 23 marzo 2014 | Download Digitale | Bandcamp    |
| 24 marzo 2014 | Download Digitale | iTunes      |

## Tracce
Testi e musiche di Andrew Stockdale.
1. How Many Times – 2:40
2. Enemy Is in Your Mind – 4:00
3. Heavy Weight – 3:56
4. New Crown – 5:36
5. Tall Ships – 5:12
6. Feelings – 2:26
7. "I Ain't Got No" – 4:07
8. She Got It – 2:46
9. My Tangerine Dream – 5:16
10. Radio – 5:06

Traccia bonus della prima edizione Bandcamp
1. I Don't Know Why – 4:04

Traccia bonus della seconda edizione Bandcamp
1. Lucky Star – 4:53

## Formazione
- Andrew Stockdale – voce, chitarra
- Ian Peres – basso, tastiere
- Vin Steele – batteria